# NGC 3028
NGC 3028 (również PGC 28276) – galaktyka spiralna (Sb), znajdująca się w gwiazdozbiorze Hydry. Odkrył ją John Herschel 23 marca 1835 roku.